# Stadtroda
Stadtroda este un oraș din landul Turingia, Germania.